# Ceredig ap Gwallog
Ceretic (gallese: Ceredig; latino: Caratacus; inglese: Caractacus), figlio di Gwallawc Marchawc Trin, fu l'ultimo sovrano del regno dell'Elmet (nell'area dell'odierno Yorkshire occidentale, ucciso nel 617/618 mentre difendeva il suo regno dall'invasione dei northumbriani di re Edwin.
Nella sua Historia ecclesiastica gentis Anglorum san Beda il Venerabile ricorda che sant'Hilda (nato nel 614), membro della casata reale di Deira, crebbe in esilio presso la corte di Ceretic, dopo essere scappato dall'usurpatore northumbriano Æthelfrith di Bernicia. Beda definisce Ceretic come "re dei britanni", forse indicando quelli di quell'area. Quando Edwin di Deira riprese il potere nel 616/617, Ceretic fu scacciato, si pensa perché avesse partecipato all'avvelenamento del padre di Hilda, e il suo regno fu annesso alla Northumbria. È forse quel Ceretic la cui morte è ricordata negli Annales Cambriae nel 616 (che andrebbe però spostata al 617 o subito). Viene solitamente identificato con Ceretic ap Gwallog, un uomo del nord, il cui padre, Gwallog, è associato all'Elmet dal poeta Taliesin.
Sebbene storicamente Ceretic sia vissuto dopo Re Artù, egli sembra essere stato trasformato, dagli autori medievali, in uno dei cavalieri della Tavola rotonda: sir Carados. A volte è stato considerato nipote di Artù, forse perché Ceretic discendeva da un principe dell'Elmet di nome Arthuis, confuso spesso con Re Artù, di cui era contemporaneo. E proprio Arthuis avrebbe preso parte ad una ribellione contro Artù, anche se poi divenne un suo leale suddito.